# Dendromus kahuziensis
Dendromus kahuziensis är en däggdjursart som beskrevs av Fritz Dieterlen 1969. Dendromus kahuziensis ingår i släktet Dendromus och familjen Nesomyidae. IUCN kategoriserar arten globalt som akut hotad. Inga underarter finns listade i Catalogue of Life.
Arten är liten jämförd med andra trädmöss. Pälsen på ovansidan är mörkbrun och det finns en längsgående mörkbrun strimma på huvudets topp och över hela ryggen. Strimman är med cirka 8mm bredare än hos andra släktmedlemmar. Bakom öronen och vid kinderna har Dendromus kahuziensis medelbruna ställen. Pälsen på hakan, på strupen och på bröstet har en vit färg. Huvudet kännetecknas dessutom av svarta ögonringar och av korta rödbruna hår på öronen. Vid framtassen är endast tre tår i mitten full utvecklade. Den första tån är nästan osynlig och den femte tån är liten. Bakfoten femte tå är lång och motsättlig. Däremot är den första tån liten och den saknar klo eller nagel. Svansen är hos arten längst i förhållande till andra kroppsdelar jämförd med andra släktmedlemmar. Den har en ljusare undersida och korta borstar. Kroppslängden (huvud och bål) är 77 till 82 mm, svanslängden är 120 till 132 mm och vikten varierar mellan 10 och 12 g.
Denna gnagare förekommer endemisk i bergstrakten kring berget Kahuzi i östra Kongo-Kinshasa. Individer hittades mellan 1900 och 2100 meter över havet. Utbredningsområdet är dalgångar som är täckta av tropisk skog med tät undervegetation. Ett exemplar hade små växtdelar i magsäcken.